# Fanboys – Rajongók háborúja
A Fanboys – Rajongók háborúja (eredeti címe: Fanboys) 2009-es amerikai filmvígjáték Kyle Newman rendezésében. A főszerepben Sam Huntington, Chris Marquette, Dan Fogler, Jay Baruchel és Kristen Bell látható. Amerikában 2009. február 6-án mutatták be, Kanadában pedig 2009. április 3-án.

## Rövid történet
Amikor négy Csillagok háborúja-rajongó megtudja, hogy az egyikük a halálán van, elhatározzák, hogy ellopják egy kiadatlan Star Wars-film példányát, hogy a haldokló barátjuk meg tudja nézni.

## Szereplők
- Jay Baruchel: Windows
- Dan Fogler: Harold "Hutch" Hutchinson
- Sam Huntington: Eric Bottler
- Chris Marquette: Linus
- Kristen Bell: Zoe
- David Denman: Chaz
- Christopher McDonald: Big Chuck
- Billy Dee Williams: Reinhold bíró
- Danny Trejo: a főnök
- Ethan Suplee: Harry Knowles
- Seth Rogen: Seasholtz admirális / földönkívüli / csótány
- Isaac Kappy: Garfunkel[4]

Cameoszerepekben a következő színészek tűnnek fel: Carrie Fisher, Jason Mewes, Kevin Smith, Jaime King, Danny McBride, Ray Park, Craig Robinson, Joe Lo Truglio, Lou Taylor Pucci, Will Forte és William Shatner.

## Fogadtatás
A Rotten Tomatoes oldalán 32%-ot ért el 97 kritika alapján, és 4.8 pontot szerzett a tízből. A Metacritic honlapján 45 pontot szerzett a százból, 24 kritika alapján.
Roger Ebert 1 és fél csillagot adott a filmre a négyből. James Berardinelli két és fél csillagot adott a filmre. Kritikája szerint "nagyrészt egy középszerű road movie, amelyet semmi nem emel ki a megfáradt műfaj többi átlagos, felejthető képviselője közül". Ben Lyons és Ben Mankiewicz szintén negatívan értékelték az At the Movies című műsorban.
A pénztáraknál szintén rosszul teljesített: 960.828 dolláros bevételt hozott a 3.9 millió dolláros költségvetéssel szemben.